# 来福
'来福（らいふく）は、SME系のソニー・ミュージックダイレクト内のレコードレーベルのひとつであり、2009年4月に大手レコード会社の一レーベルとしては初の落語専門レーベルとして誕生した。尚、ロゴは「福」が示偏の旧字体で作られている。
レーベル名の来福は、「福」が来るようにと言う意味であり福島、福井、福岡の各県に他都道府県民が来県する意味の「来福」ではない。

本レーベルがリリースしているシリーズ「極一席1000」は落語を一席（春風亭昇太のみ二席）収録しており、価格は1000円（税込）である。CD全トラックを通して聴くと落語を一席聴けるが、例としてお囃子からマクラまでがトラック1というように、いくつかの場面でトラックが分けられている。その為、音楽プレイヤーでSDカード等に入れて聞く場合は音声ファイルを接合するアプリ等で全トラックを結合して1トラックにする手間が掛かる。「極一席1000」シリーズに収録されている落語は過去の音源を活用したものである。
特徴として本レーベルが誕生する以前に発売された同じSME系のSony Recordsから発売されたCDの中の一席を収録しているため、先に「極一席1000」を購入後に既発のSony Records発売のCDを購入すると結果的に「極一席1000」に収録されている一席の音源を2つ持つ事になることもあるが、「極一席1000」シリーズは安価の落語CD購入希望者、一席のみのCD希望者にとってはうってつけのCDとなっている。